# Grand Prix Kanady 2010
Grand Prix Kanady 2010 ( XLVI. Grand Prix du Canada) osmý závod 61. ročníku mistrovství světa jezdců Formule 1 a 52. ročníku poháru konstruktérů, historicky již 828. grand prix, se uskutečnila na okruhu Circuit Gilles Villeneuve v Montréalu.

## Výsledky

### Kvalifikace
| Pořadí | Číslo | Jezdec             | Tým                  | 1. část  | 2. část  | 3. část  | Start |
| ------ | ----- | ------------------ | -------------------- | -------- | -------- | -------- | ----- |
| 1      | 2     | Lewis Hamilton     | McLaren-Mercedes     | 1:15.889 | 1:15.528 | 1:15.105 | 1     |
| 2      | 6     | Mark Webber        | Red Bull-Renault     | 1:16.423 | 1:15.692 | 1:15.373 | 7     |
| 3      | 5     | Sebastian Vettel   | Red Bull-Renault     | 1:16.129 | 1:15.556 | 1:15.420 | 2     |
| 4      | 8     | Fernando Alonso    | Ferrari              | 1:16.171 | 1:15.597 | 1:15.435 | 3     |
| 5      | 1     | Jenson Button      | McLaren-Mercedes     | 1:16.371 | 1:15.742 | 1:15.520 | 4     |
| 6      | 15    | Vitantonio Liuzzi  | Force India-Mercedes | 1:17.086 | 1:16.171 | 1:15.648 | 5     |
| 7      | 7     | Felipe Massa       | Ferrari              | 1:16.673 | 1:16.314 | 1:15.688 | 6     |
| 8      | 11    | Robert Kubica      | Renault              | 1:16.370 | 1:15.682 | 1:15.715 | 8     |
| 9      | 14    | Adrian Sutil       | Force India-Mercedes | 1:16.495 | 1:16.295 | 1:15.881 | 9     |
| 10     | 4     | Nico Rosberg       | Mercedes             | 1:16.350 | 1:16.001 | 1:16.071 | 10    |
| 11     | 9     | Rubens Barrichello | Williams-Cosworth    | 1:16.880 | 1:16.434 |          | 11    |
| 12     | 10    | Nico Hülkenberg    | Williams-Cosworth    | 1:16.770 | 1:16.438 |          | 12    |
| 13     | 3     | Michael Schumacher | Mercedes             | 1:16.598 | 1:16.492 |          | 13    |
| 14     | 12    | Vitalij Petrov     | Renault              | 1:16.569 | 1:16.844 |          | 14    |
| 15     | 16    | Sébastien Buemi    | Toro Rosso-Ferrari   | 1:17.356 | 1:16.928 |          | 15    |
| 16     | 17    | Jaime Alguersuari  | Toro Rosso-Ferrari   | 1:17.027 | 1:17.029 |          | 16    |
| 17     | 22    | Pedro de la Rosa   | BMW Sauber-Ferrari   | 1:17.611 | 1:17.384 |          | 17    |
| 18     | 23    | Kamui Kobajaši     | BMW Sauber-Ferrari   | 1:18.019 |          |          | 18    |
| 19     | 19    | Heikki Kovalainen  | Lotus-Cosworth       | 1:18.237 |          |          | 19    |
| 20     | 18    | Jarno Trulli       | Lotus-Cosworth       | 1:18.698 |          |          | 20    |
| 21     | 24    | Timo Glock         | Virgin-Cosworth      | 1:18.941 |          |          | 21    |
| 22     | 21    | Bruno Senna        | HRT-Cosworth         | 1:19.484 |          |          | 22    |
| 23     | 25    | Lucas di Grassi    | Virgin-Cosworth      | 1:19.675 |          |          | 23    |
| 24     | 20    | Karun Chandhok     | HRT-Cosworth         | 1:27.757 |          |          | 24    |

### Závod
| Pořadí | Číslo | Jezdec             | Tým                  | Kola | Čas/odstoupení | Start | Body |
| ------ | ----- | ------------------ | -------------------- | ---- | -------------- | ----- | ---- |
| 1      | 2     | Lewis Hamilton     | McLaren-Mercedes     | 70   | 1:33:53.456    | 1     | 25   |
| 2      | 1     | Jenson Button      | McLaren-Mercedes     | 70   | +2.254         | 4     | 18   |
| 3      | 8     | Fernando Alonso    | Ferrari              | 70   | +9.214         | 3     | 15   |
| 4      | 5     | Sebastian Vettel   | Red Bull-Renault     | 70   | +37.817        | 2     | 12   |
| 5      | 6     | Mark Webber        | Red Bull-Renault     | 70   | +39.291        | 7     | 10   |
| 6      | 4     | Nico Rosberg       | Mercedes             | 70   | +56.084        | 10    | 8    |
| 7      | 11    | Robert Kubica      | Renault              | 70   | +57.300        | 8     | 6    |
| 8      | 16    | Sébastien Buemi    | Toro Rosso-Ferrari   | 69   | +1 kolo        | 15    | 4    |
| 9      | 15    | Vitantonio Liuzzi  | Force India-Mercedes | 69   | +1 kolo        | 5     | 2    |
| 10     | 14    | Adrian Sutil       | Force India-Mercedes | 69   | +1 kolo        | 9     | 1    |
| 11     | 3     | Michael Schumacher | Mercedes             | 69   | +1 kolo        | 13    |      |
| 12     | 17    | Jaime Alguersuari  | Toro Rosso-Ferrari   | 69   | +1 kolo        | 16    |      |
| 13     | 10    | Nico Hülkenberg    | Williams-Cosworth    | 69   | +1 kolo        | 12    |      |
| 14     | 9     | Rubens Barrichello | Williams-Cosworth    | 69   | +1 kolo        | 11    |      |
| 15     | 7     | Felipe Massa       | Ferrari              | 69   | +1 kolo        | 6     |      |
| 16     | 19    | Heikki Kovalainen  | Lotus-Cosworth       | 68   | +2 kola        | 19    |      |
| 17     | 12    | Vitalij Petrov     | Renault              | 68   | +2 kola        | 14    |      |
| 18     | 20    | Karun Chandhok     | HRT-Cosworth         | 66   | +4 kola        | 24    |      |
| 19     | 25    | Lucas di Grassi    | Virgin-Cosworth      | 65   | +5 kol         | 23    |      |
| Ret    | 24    | Timo Glock         | Virgin-Cosworth      | 50   | Řízení         | 21    |      |
| Ret    | 18    | Jarno Trulli       | Lotus-Cosworth       | 42   | Vibrace        | 20    |      |
| Ret    | 22    | Pedro de la Rosa   | BMW Sauber-Ferrari   | 30   | Motor          | 17    |      |
| Ret    | 21    | Bruno Senna        | HRT-Cosworth         | 13   | Převodovka     | 22    |      |
| Ret    | 23    | Kamui Kobajaši     | BMW Sauber-Ferrari   | 1    | Nehoda         | 18    |      |

## Průběžné pořadí šampionátu
Pohár jezdců
| Pořadí | Jezdec           | Body |
| ------ | ---------------- | ---- |
| 1      | Lewis Hamilton   | 109  |
| 2      | Jenson Button    | 106  |
| 3      | Mark Webber      | 103  |
| 4      | Fernando Alonso  | 94   |
| 5      | Sebastian Vettel | 90   |

Pohár konstruktérů
| Pořadí | Tým              | Body |
| ------ | ---------------- | ---- |
| 1      | McLaren-Mercedes | 215  |
| 2      | Red Bull-Renault | 193  |
| 3      | Ferrari          | 161  |
| 4      | Mercedes         | 108  |
| 5      | Renault          | 79   |